# Arbory Church

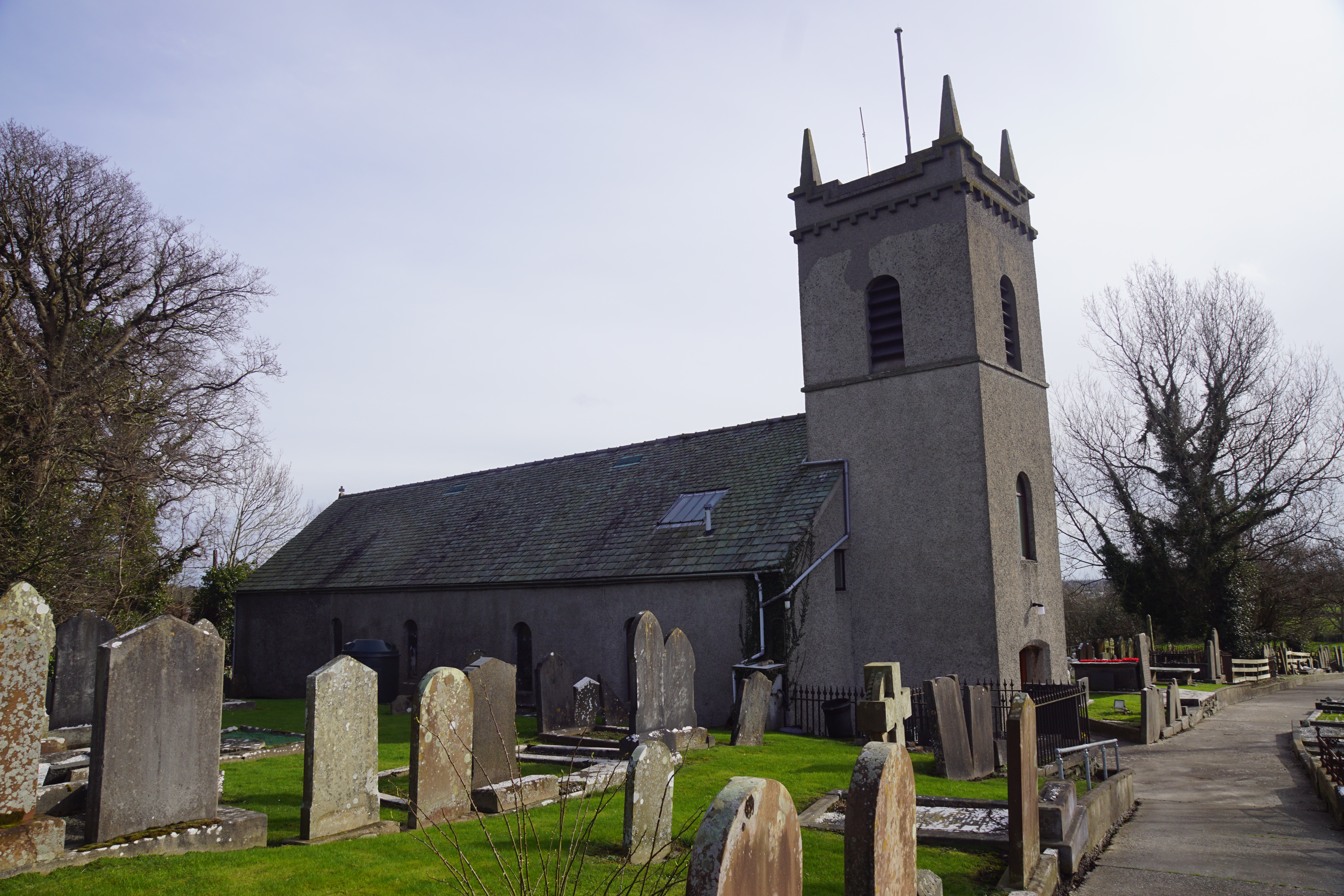
Arbory Church.

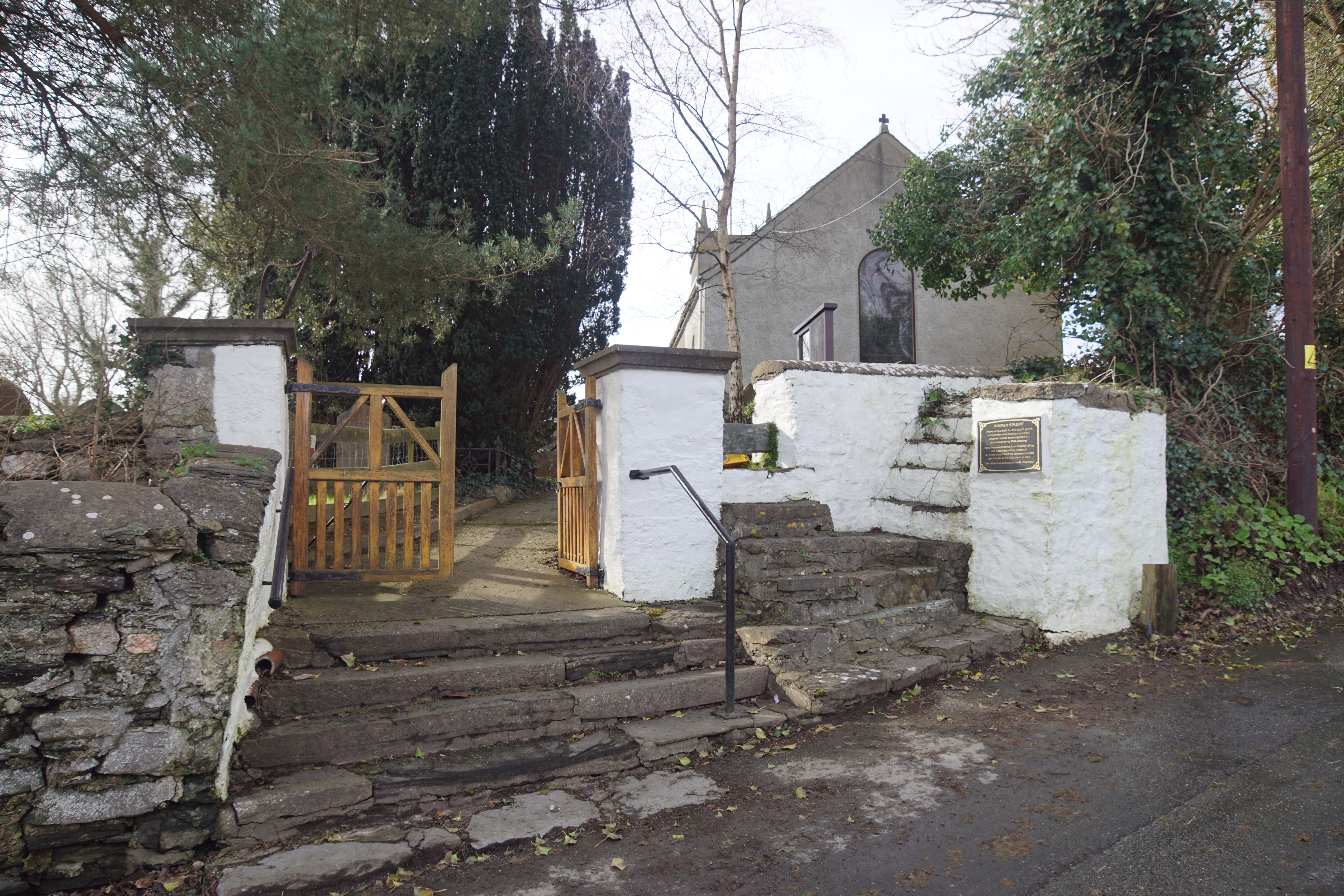
Sumner's Pulpit, een verhoging bij de kerk vanwaaraf aan de dorpelingen belangrijke mededelingen werden gedaan.

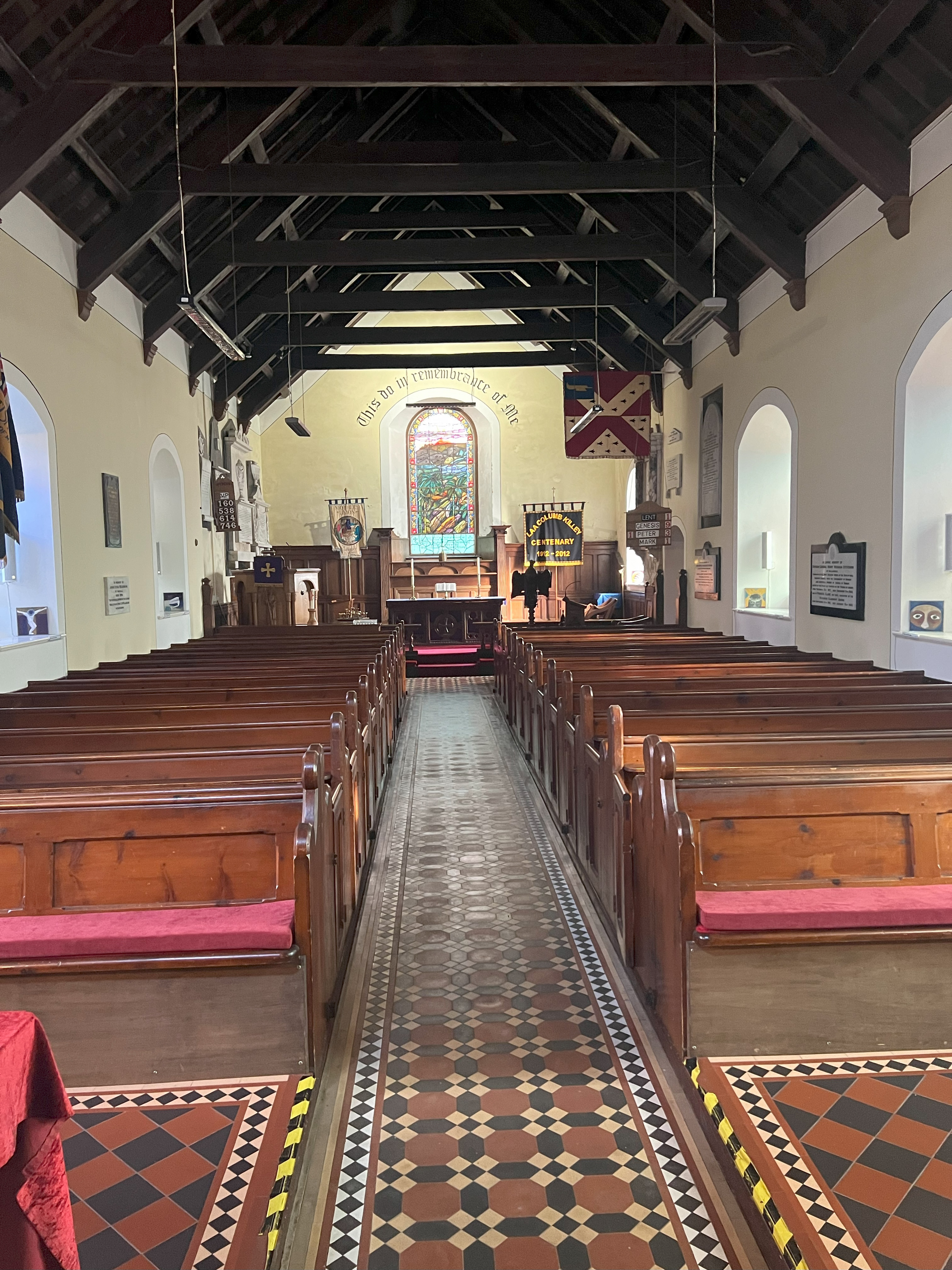
Interieur.

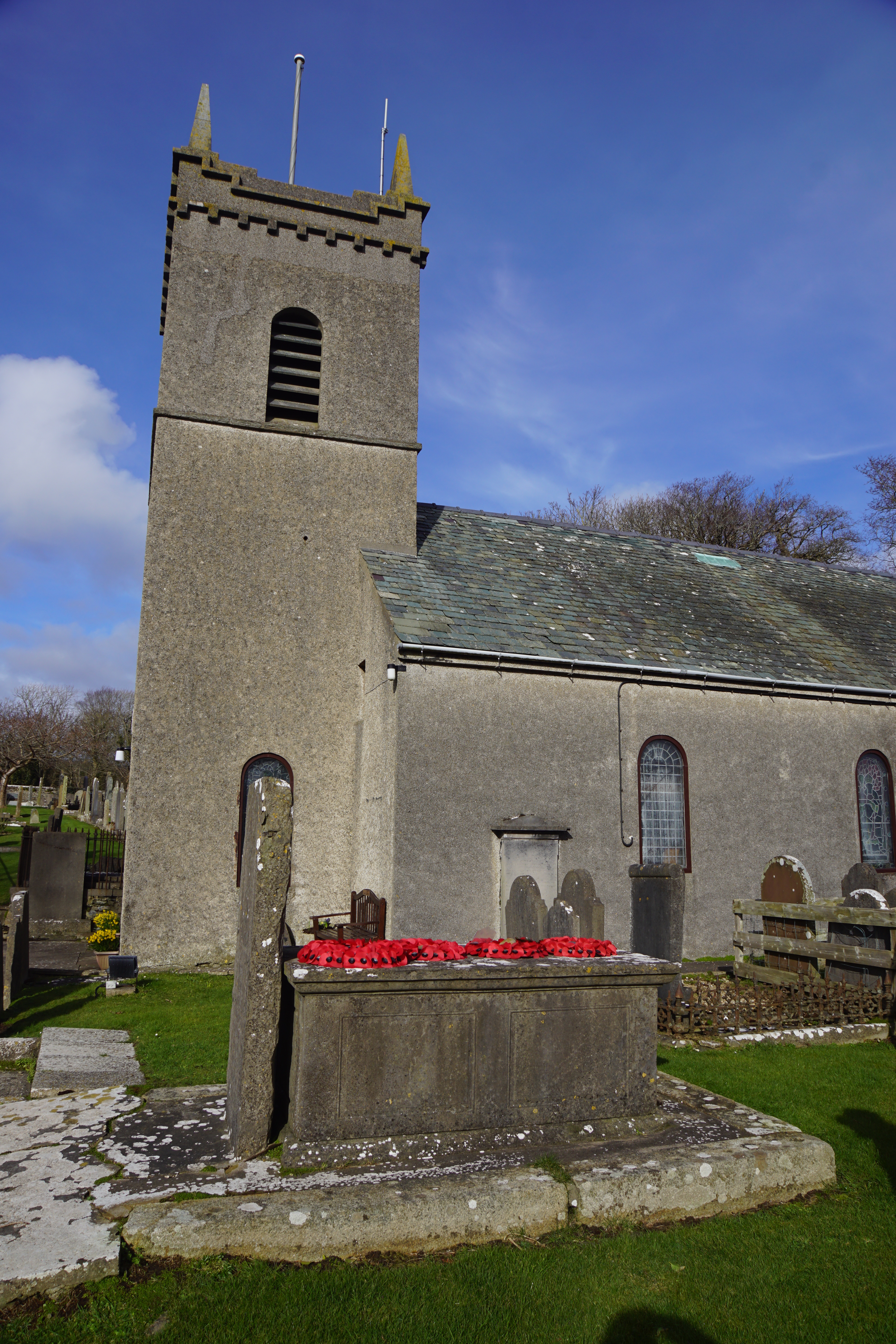
Graf van kapitein John Quilliam die diende als first lieutenant op de HMS Victory tijdens de Slag bij Trafalgar.

Arbory Church, ook Kirk Arbory, is een achttiende-eeuwse kerk, gelegen in Ballabeg in de parish Arbory op het eiland Man. 

## Geschiedenis
In 1153 was er op deze locatie al een kerk, die gewijd was aan Sint Carebrie. In 1231 is er sprake van een kerk gewijd aan Sint Columba, maar aan het einde van de dertiende eeuw wordt gerept over de kerk van Sint Carber. Deze regio was een religieus centrum gezien het feit dat iets na 1367 een franciscaanse priorij werd gesticht in Bemaken, zo'n driehonderd meter ten zuidoosten van de huidige Friary Farm nabij de kerk en het feit dat ook Rushen Abbey slechts 3,3 kilometer naar het oosten ligt.
Arbory Church werd gebouwd in 1757-1759 ter vervanging van een eerdere kerk die iets zuidelijker lag en zeker al bestond in 1652. De klokkentoren werd in 1913-1915 door Jos. E. Teare gebouwd.

## Beschrijving
Arbory Church ligt aan de noordkant van de A7 die door het dorp Ballabeg loopt, aan de westzijde van de zijweg B43. Arbory Church heeft een rechthoekige plattegrond en is west-oostelijk georiënteerd. De kerk is omringd door een begraafplaats behalve aan de oostzijde waar de weg loopt. Bij de entree tot het terrein vanaf de weg bevindt zich  de zogenaamde Sumner's Pulpit (Sumners preekstoel) vanwaaraf belangrijke mededelingen werden gedaan aan de dorpelingen. Aan de westzijde van het kerkgebouw bevindt zich de klokkentoren, voorzien van torentjes. Het kerkgebouw had oorspronkelijk ook torentjes, maar die werden verwijderd toen het dak werd vernieuwd in de periode tussen de twee wereldoorlogen.
Van binnen is de marmeren trap naar het koor origineel, de rest is aangepast naar Victoriaanse stijl vanaf 1886. Ook de westelijke galerij werd toen herbouwd.
De betegelde vloeren en de panelen dateren uit 1908. De communietafel en de houten adelaarslessenaar werden gemaakt door Kelly Bros. in 1897. De preekstoel is door W.T. Quale gemaakt in 1940. De doopvont is van 1959.
In het koor bevinden zich enige Georgiaanse monumenten, waaronder een voor kapitein John Quilliam (1771=1829) die als first lieutenant diende op de HMS Victory tijdens de Slag bij Trafalgar. Zijn graftombe bevindt zich op de begraafplaats nabij de westelijke uitgang.
Op de zuidmuur van de kerk bevindt zich een zonnewijzer uit 1846.

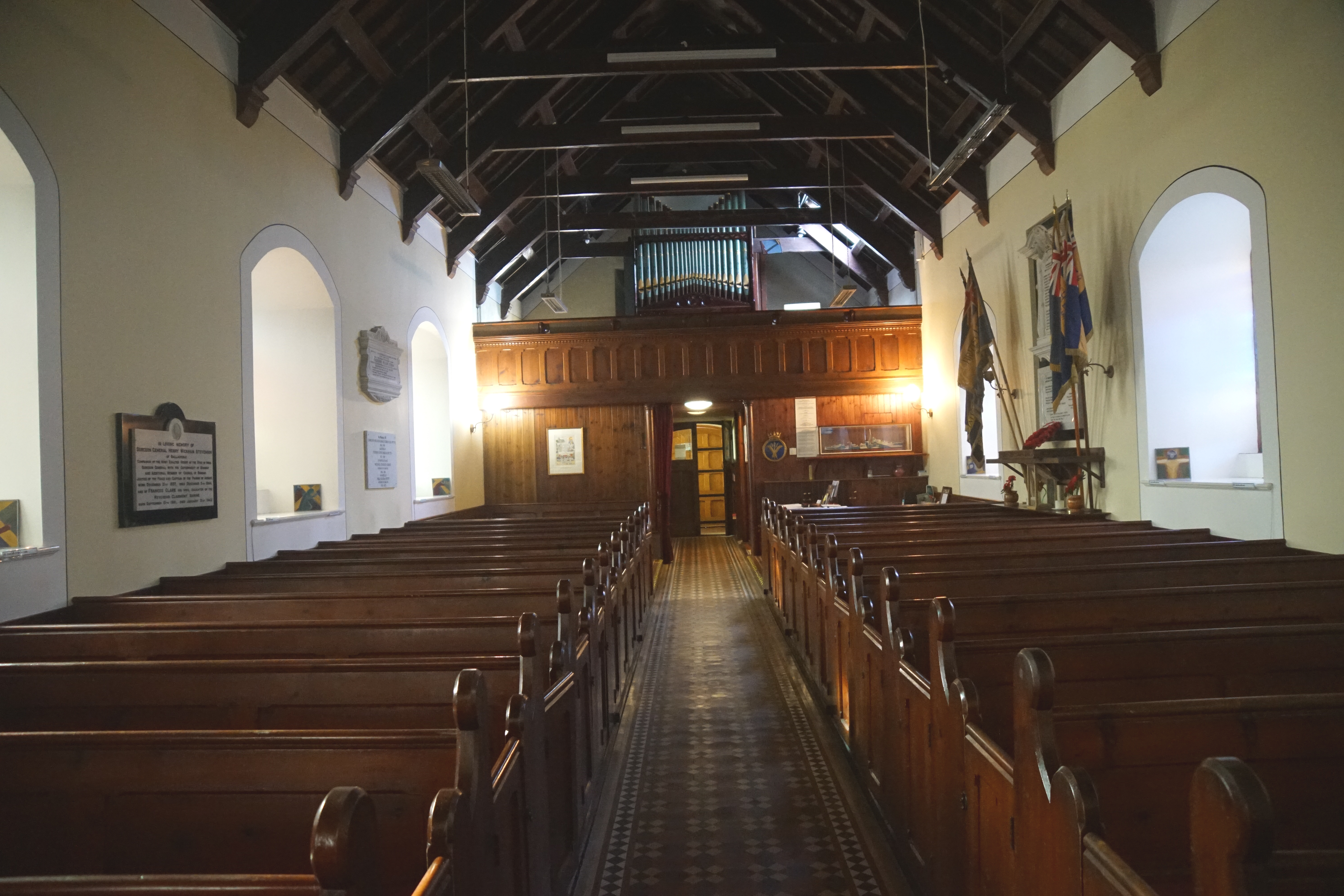
Interieur kijkende naar het westen.
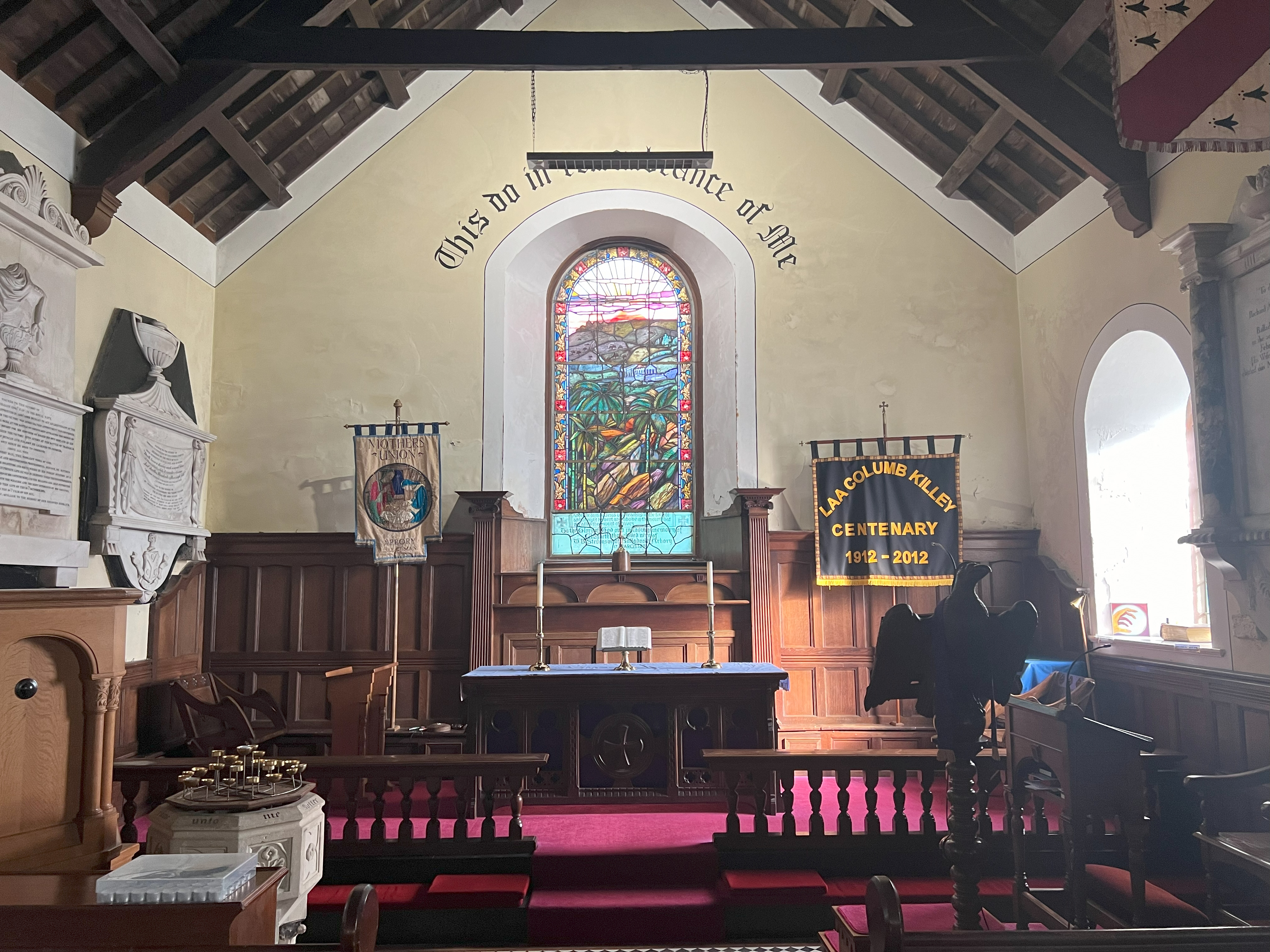
Altaar.
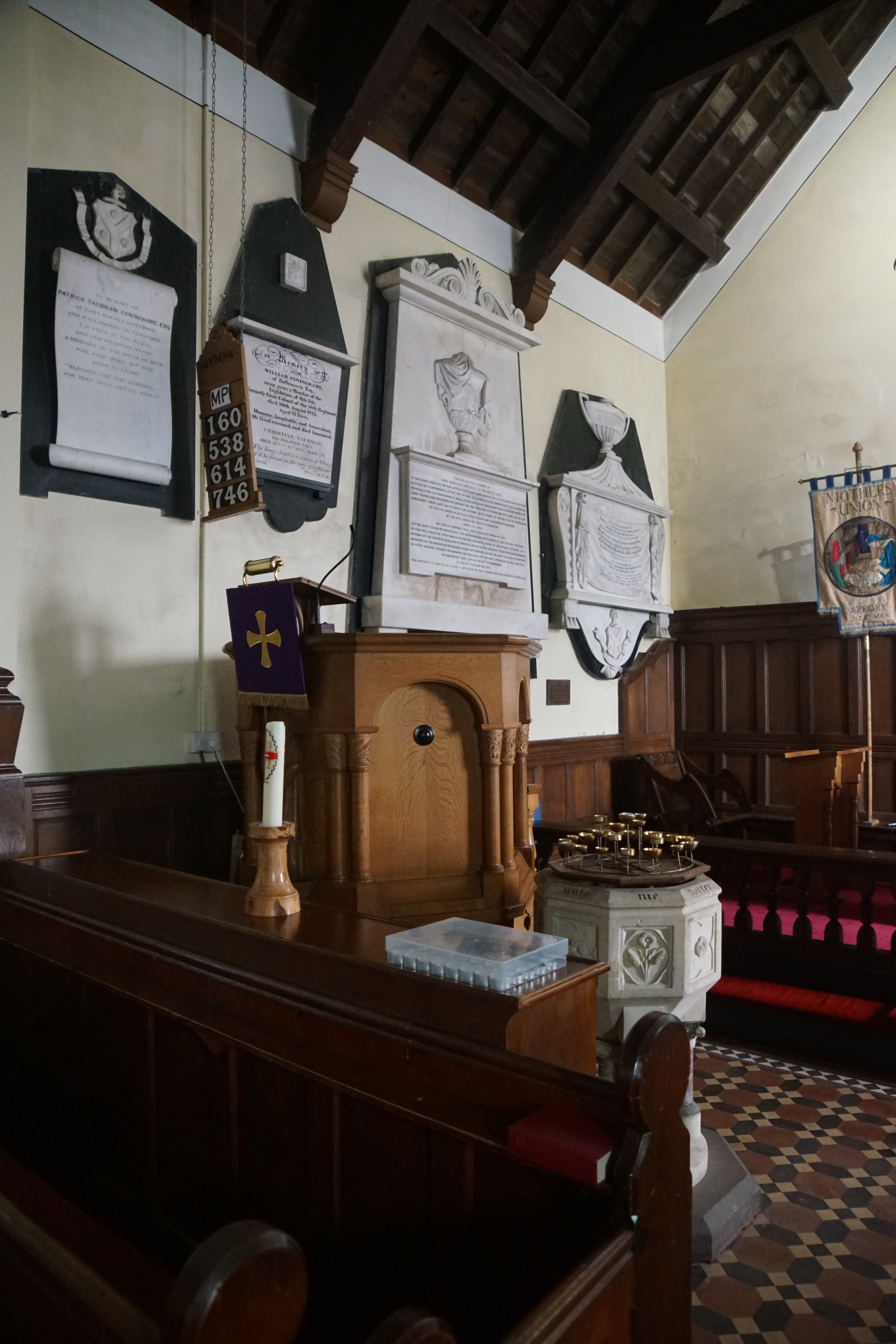
Preekstoel en Georgiaanse monumenten.
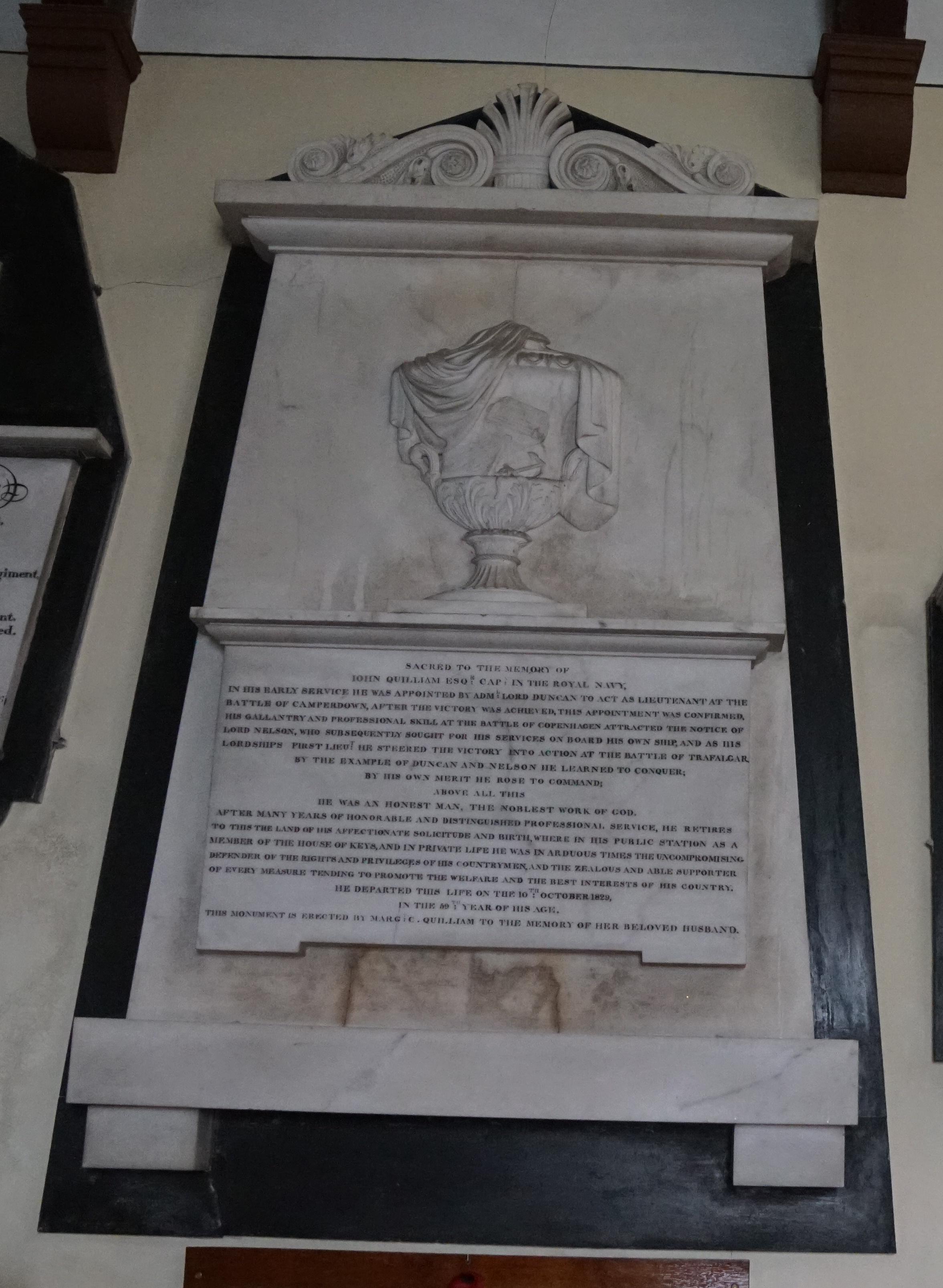
Monument voor kapitein John Quilliam

Het glasinloodraam met de voorstelling van Sint Columba is uit 1908 en werd gemaakt door Percy Bacon Bros. De glasinloodramen met het portret van de madonna met kind (1902) en het licht van de wereld (1904) zijn gemaakt door Kayll & Co. Het oostelijk glasinloodraam dateert uit 1934 en werd gemaakt door Williams & Watson uit Liverpool en stelt de Olijfberg voor. De kerk beschikt over een aantal glasinloodramen uit de 21e eeuw, waaronder een voorstelling van een engel met schapen uit 2000 door Robert Bullock en een herinnering aan kapitein John Quillam (1771-1829) uit 2015 door Colleen Corlett.

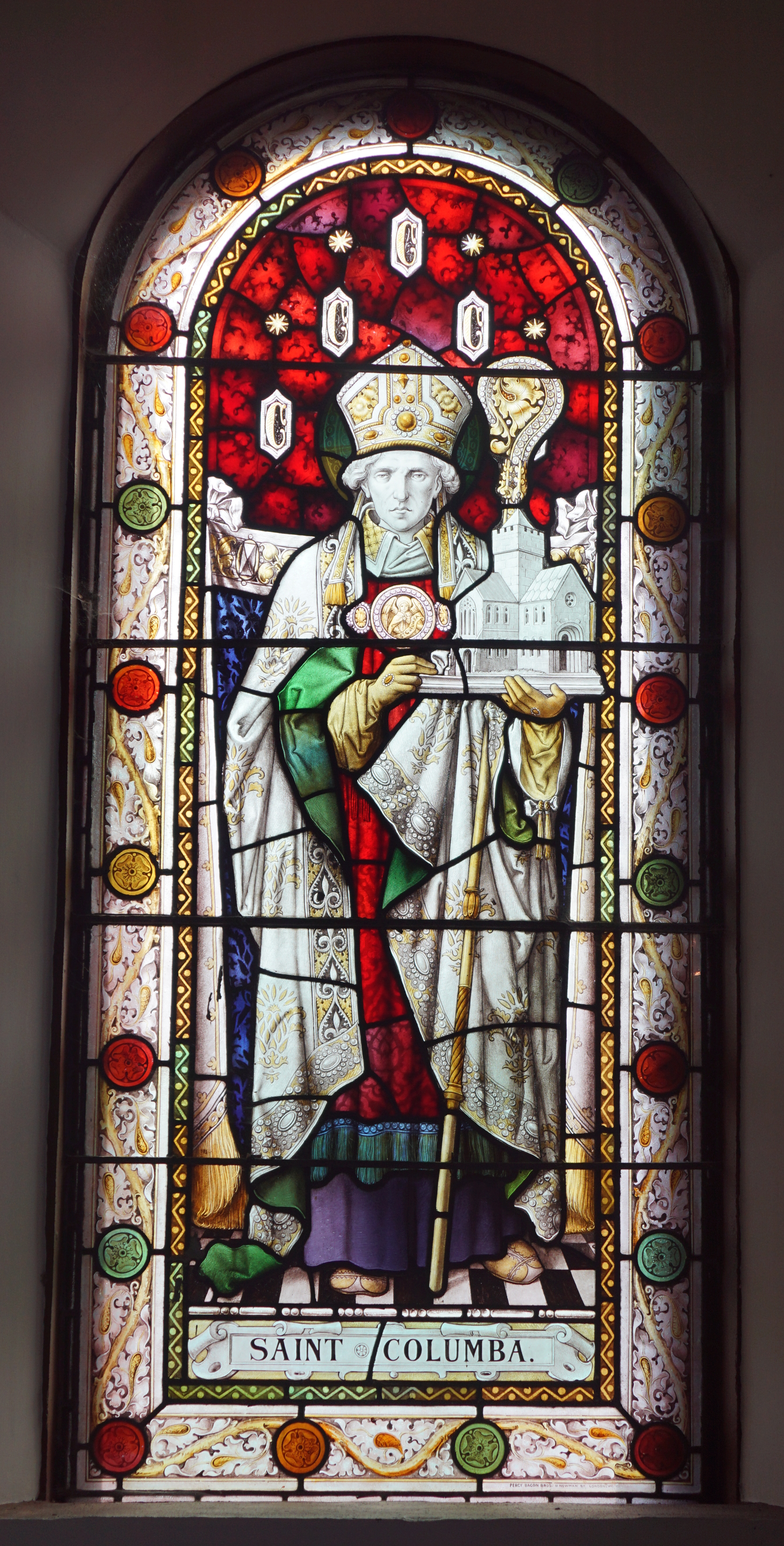
Sint Columba (1908)
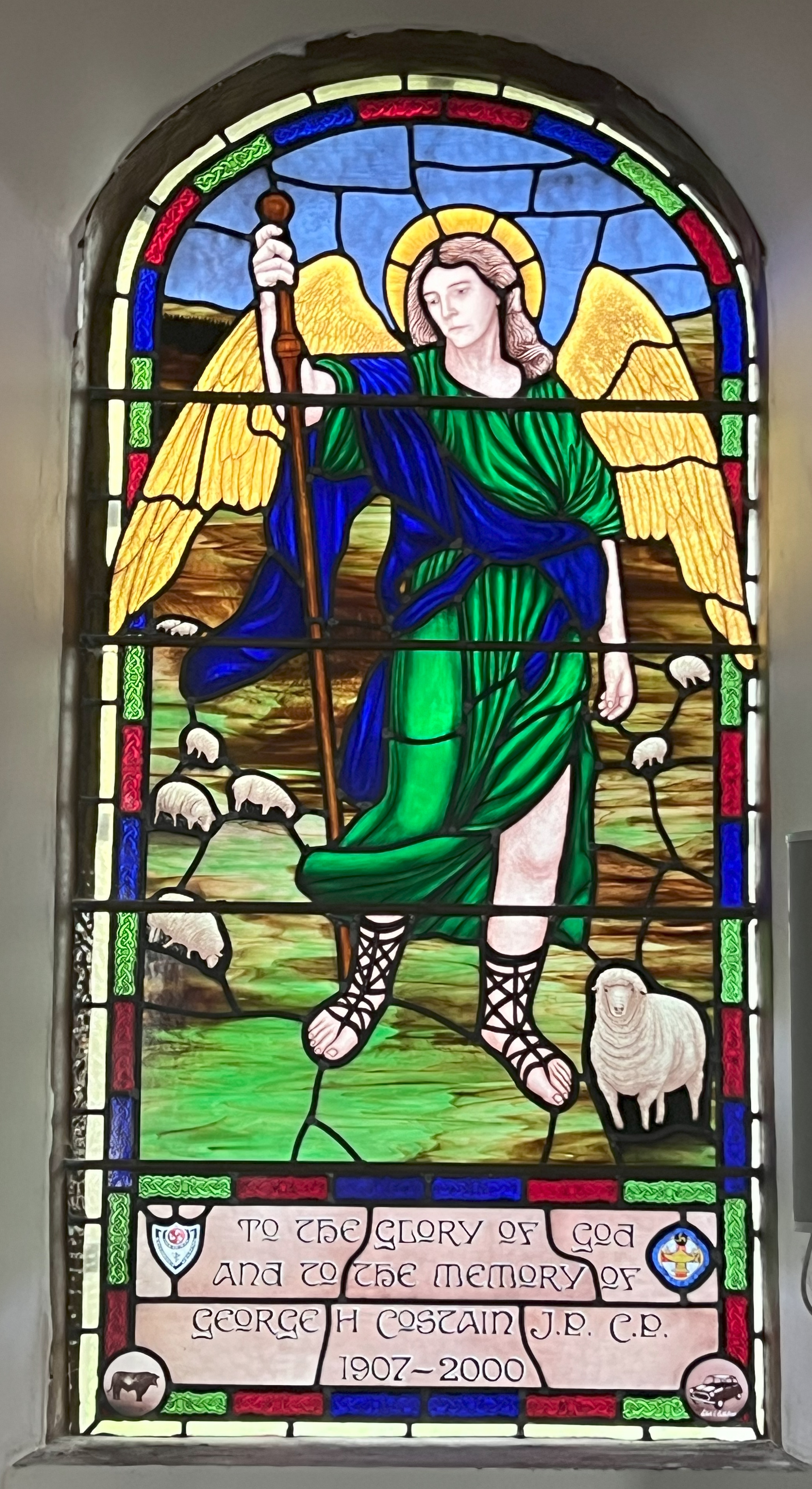
To the glory of God (2000)
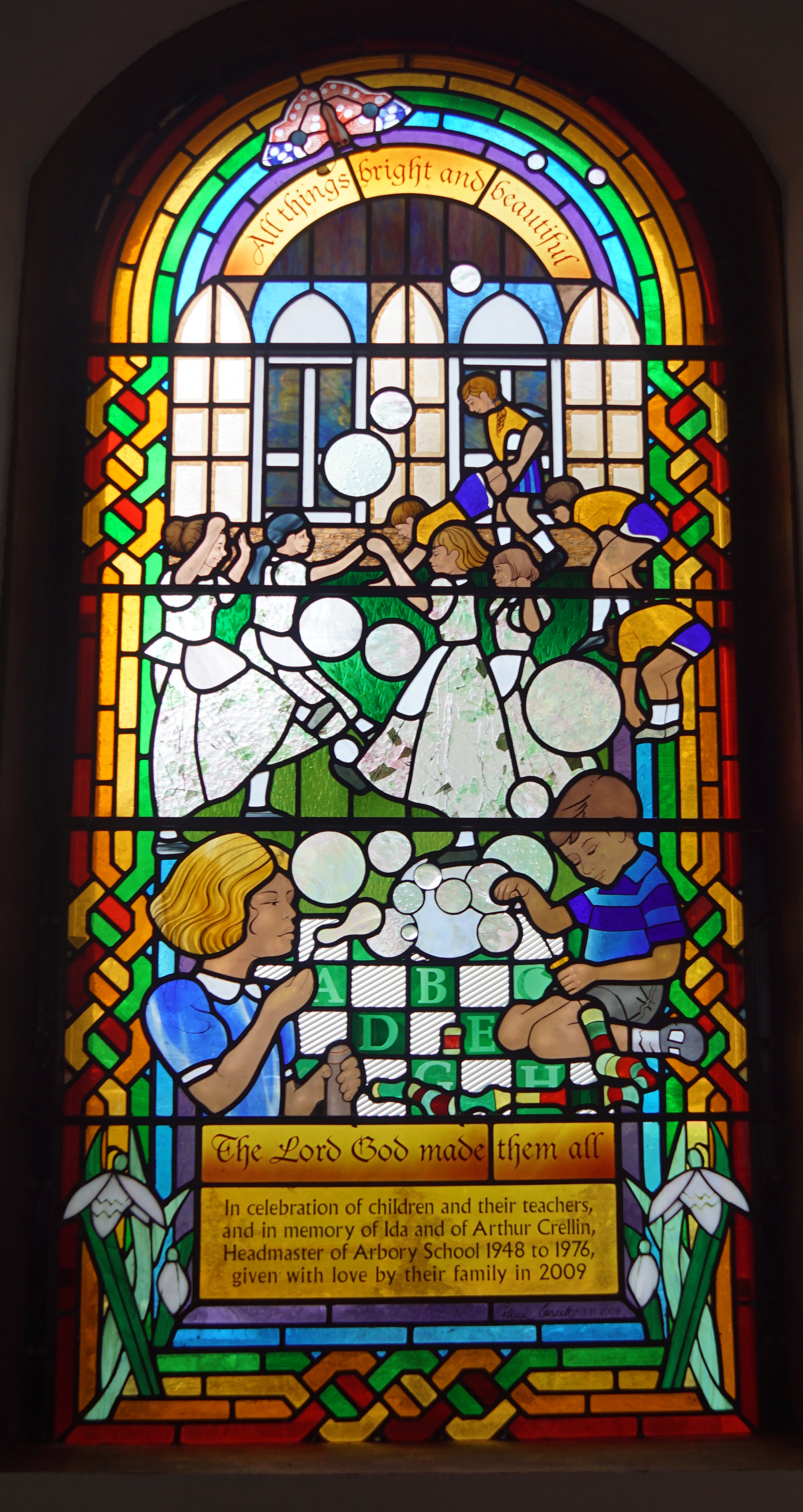
The Lord God made them all (2009)
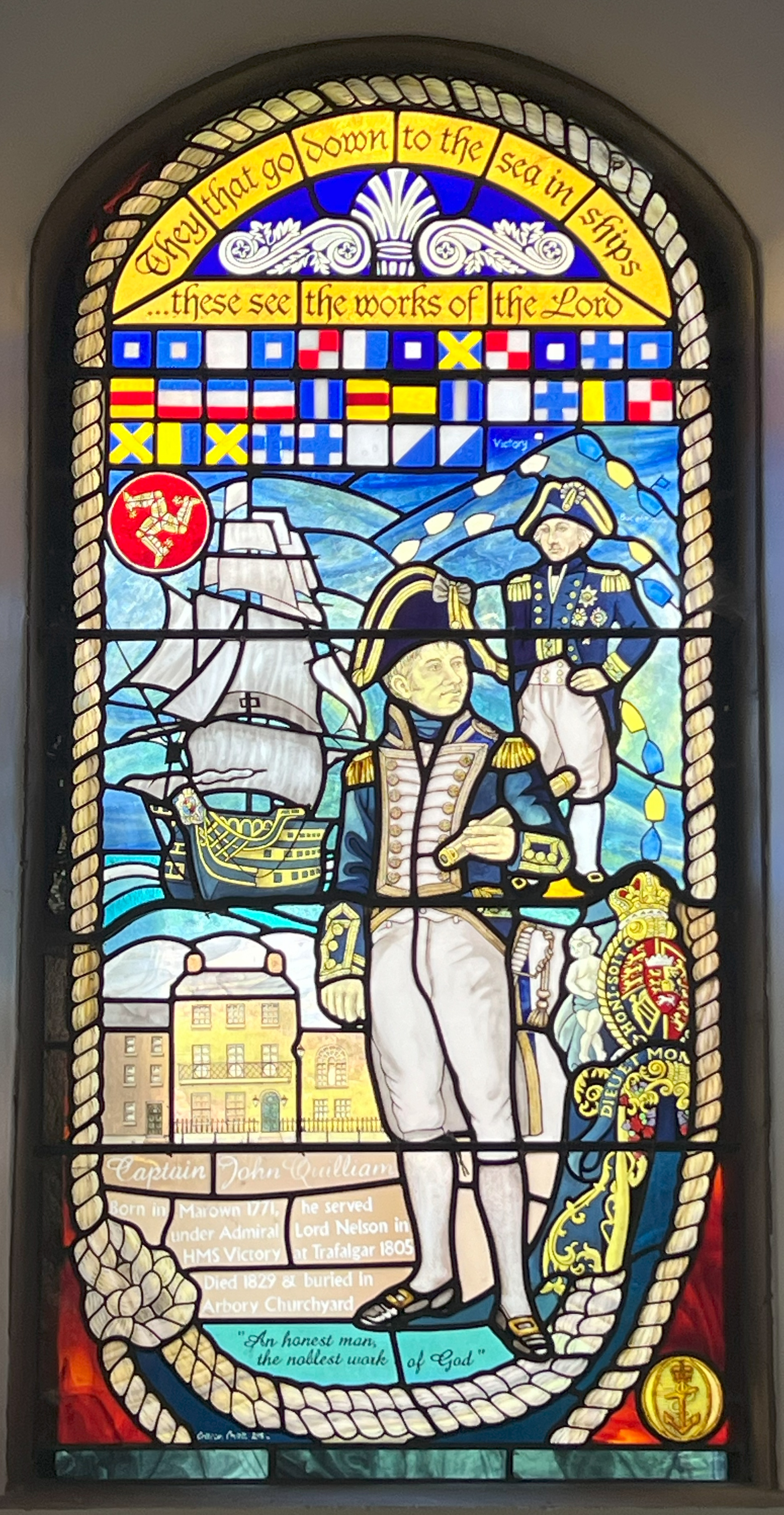
Kapitein John Quilliam, (2015)

### Gevonden kruisen
In de parish Arbory op de locatie van de oude franciscaanse priorij zijn twee vroege Viking-grafkruisen gevonden,  die zich in het Manx Museum in Douglas bevinden. Volgens de nummering van de Manx National Heritage gaat het om de nummers 3 en 4. 

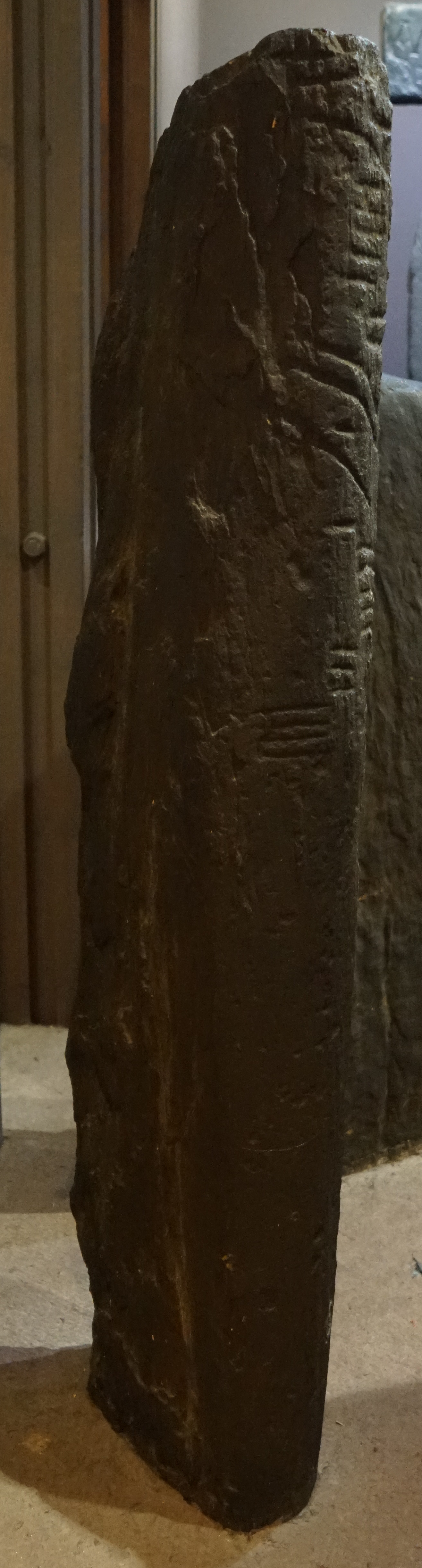
Nummer 3
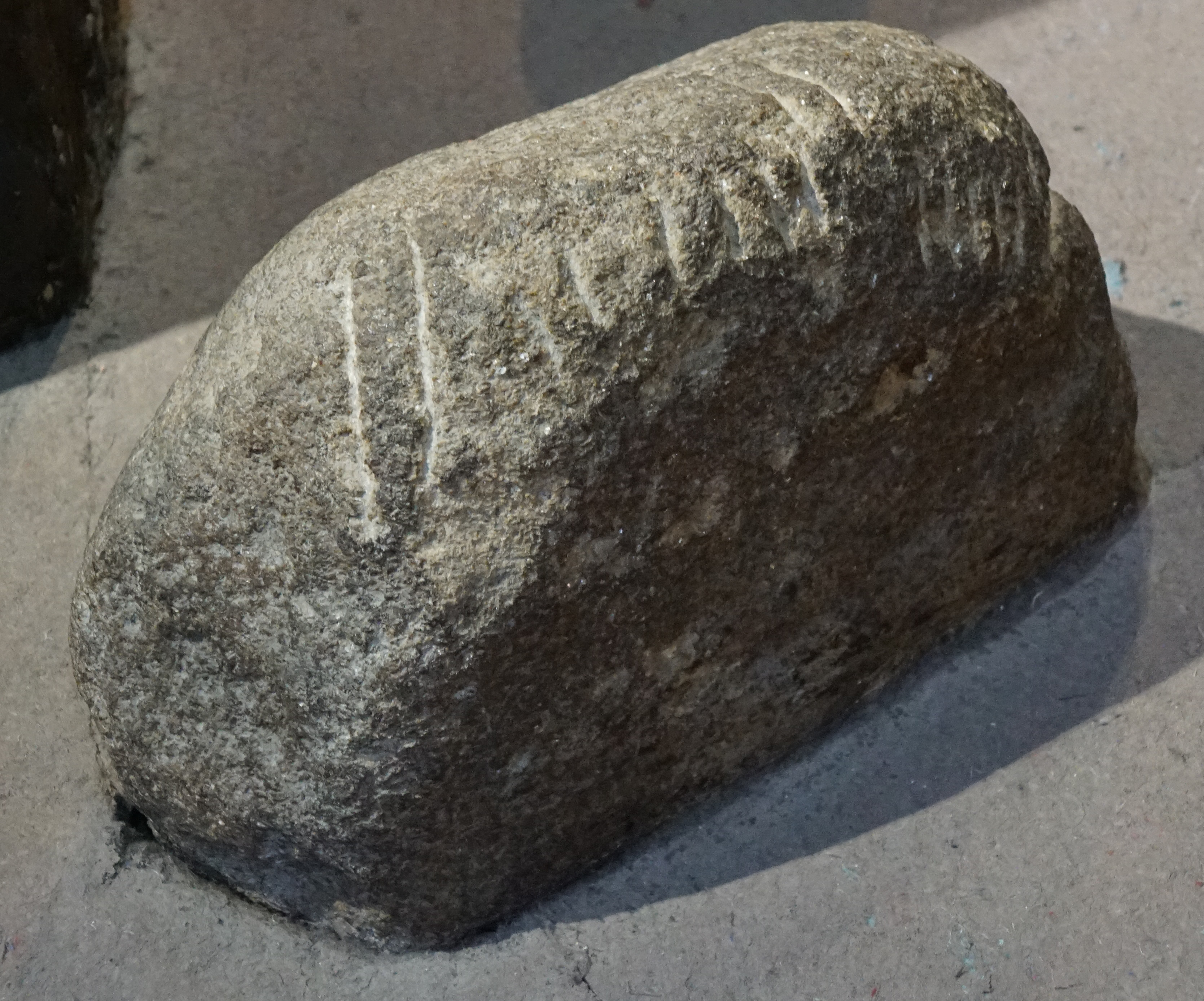
Nummer 4